# Lerkeveld
Lerkeveld est une maison des Jésuites flamands à Heverlee-Louvain (Belgique) avec une riche histoire. Construite dans les années 1950 comme maison d'études philosophiques et théologiques (dédiée à Saint Jean-Berchmans) de la Compagnie de Jésus en Belgique septentrionale, elle reçoit aujourd'hui différentes communautés et groupes dans ses murs : des étudiants dans les ailes nord et sud, une large communauté de jésuites, et différentes organisations. Chaque semaine y viennent plusieurs centaines de visiteurs pour un congrès, une visite, la messe, la bibliothèque, … Le complexe comprend entre autres une église, une crypte protestante, deux clochers, une salle de spectacle, une salle des fêtes. 
Lerkeveld propose aux étudiants qui y demeurent plus qu'une chambre. Dans le cadre d'un projet en coopération avec Dondeynehuis, (une autre résidence fondée par les Jésuites en 1994 à Leuven), Lerkeveld donne à ses étudiants une formation plus large que leurs seules études grâce à un programme spécifique à la maison. Ce dernier est composé de trois piliers : un social, un culturel et un religieux/spirituel. Dans ce contexte sont organisés des modules, séminaires et activités. 
Dans la maison de repos, tout est mis en œuvre pour un environnement sain et agréable pour les pères et le personnel. L'attention à chaque individu est combinée avec efficacité, performance et organisation professionnelle. 
De nombreuses organisations ont élu domicile dans ses murs. Le SPES academie et SPES forum en sont un bon exemple, mais on compte aussi PANAL,, (paliatief netwerk arrondissement Leuven), Toneel Heverlee, L'Église unie protestante, …
Les étudiants sont représentés par un praesidium composée d'étudiants plus âgés et investis dans la vie sociale du lieu. Il se divise en groupes pour l'organisation d'activités (activiteitspraesidium), de sport (sportpraesidium), tenir leur propre bar (kotbar), de culture (cultuurpraesidium). C'est la seule résidence d'étudiants à participer aux 24 urenloop de Louvain indépendamment de tout autre cercle. Le praesidium est dirigé par un praeses, élu pour un an. 

## Liste des (ex)praeses
| Année     | Praeses                 | Vice-praeses         |
| --------- | ----------------------- | -------------------- |
| 2025-2026 | Maarten Kerkhofs        | Tuur Vernieuwe       |
| 2024-2025 | Jesse Macken            | Andries Macken       |
| 2023-2024 | Jonas Rits              | Joachim Eliat-Eliat  |
| 2022-2023 | Sofie Willem            | Jacob Strobbe        |
| 2021-2022 | Maarten Van den Bossche | Michiel Verbauwhede  |
| 2020-2021 | Michiel Verbauwhede     | Lara Pollet          |
| 2019-2020 | Hanne Scheers           | Kristien Fabri       |
| 2018-2019 | Matthias Defoort        | Thomas De Backer     |
| 2017-2018 | Simon Bos               | Bart Certyn          |
| 2016-2017 | Bram Neckebroeck        | Anneleen De Vos      |
| 2015-2016 | Alexander Vanhulsel     | Eva Plasschaert      |
| 2014-2015 | Tine Vermeyen           | Lieze Dewulf         |
| 2013-2014 | Douwe Wittebrood        | Jarrik Schaepherders |
| 2012-2013 | Peter Gerard            | Cédric Heymans       |
| 2011-2012 | Jens Van Bouwel         | Samuel Vandewaeter   |
| 2010-2011 | Peter Mylemans          | Lies Bogaerts        |
| 2009-2010 | Dokus Mertens           | Stefaan Michielsen   |
| 2008-2009 | Michaël Nelissen        | Inne Akkermans       |
| 2007-2008 | Dimitri Strobbe         | Emmanuel Wildiers    |
| 2006-2007 | Steven Beeckman         | Emmanuel Wildiers    |
| 2005-2006 | Jan-Willem De Laat      | Steven Beeckman      |
| 2004-2005 | Jan Verveckken          | Jan-Willem De Laat   |
| 2003-2004 | Paul-Eric Vandoren      | /                    |
| 2002-2003 | Maarten Vantieghem      | /                    |

## Liste des participations aux 24 urenloop
| Année | Place au finish | Tours                   | Sous le nom de        | En coopération avec       |
| ----- | --------------- | ----------------------- | --------------------- | ------------------------- |
| 2021  | 8/18            | 873                     | Lerkeveld             | Seul                      |
| 2020  | /               | /                       | Annulé (Covid-19)     | /                         |
| 2019  | 9/18            | 886                     | Lerkeveld             | Seul                      |
| 2018  | 11/18           | 855                     | Lerkeveld             | Seul                      |
| 2017  | 9/18            | 862                     | Lerkeveld             | Seul                      |
| 2016  | 9/16            | 840                     | Lerkeveld             | Seul                      |
| 2015  | 8/16            | 860                     | Lerkeveld             | Seul                      |
| 2014  | 7/18            | 838                     | Lerkeveld             | Seul                      |
| 2013  | 11/17           | 823                     | Lerkeveld             | Seul                      |
| 2012  | 11/17           | 834                     | Lerkeveld             | Seul                      |
| 2011  | 11/18           | 827                     | Lerkeveld             | Seul                      |
| 2010  | 12/18           | 799                     | Lerkeveld             | Seul                      |
| 2009  | 12/18           | 802                     | LSD                   | Dondeynehuys, Seksuologie |
| 2008  | 15/18           | 755                     | CLE                   | Lemmensinstituut          |
| 2007  | 16/18           | 734                     | Lerkeveld             | Seul                      |
| 2006  | 12/17           | 1021 (piste intérieure) | Pauscollege-Lerkeveld | Pauscollege               |
| 2005  | 10/18           | 1073 (piste intérieure) | Lerkeveld             | Seul                      |
| 2004  | 10/18           | 1016 (piste intérieure) | Lerkeveld             | Seul                      |
| 2003  | 15/18           | 719                     | Lerkeveld             | Seul                      |
| 2002  | 13/22           | 745                     | Lerkeveld             | Seul                      |
| 2001  | 11/23           | 750                     | Lerkeveld             | Seul                      |